# 24662 Gryll
24662 Gryll este un asteroid din centura principală de asteroizi.

## Descriere
24662 Gryll este un asteroid din centura principală de asteroizi. A fost descoperit pe 14 aprilie 1988 la Observatorul Kleť de Antonín Mrkos. Asteroidul prezintă o orbită caracterizată de o semiaxă mare de 2,33 ua, o excentricitate de 0,13 și o înclinație de 6,3° în raport cu ecliptica.